# 利波特
利波特，是匈牙利杰尔-莫雄-肖普朗州所辖的一个村。总面积16.09平方公里，总人口661，人口密度41.1人/平方公里（2011年1月1日）。